# Carestel

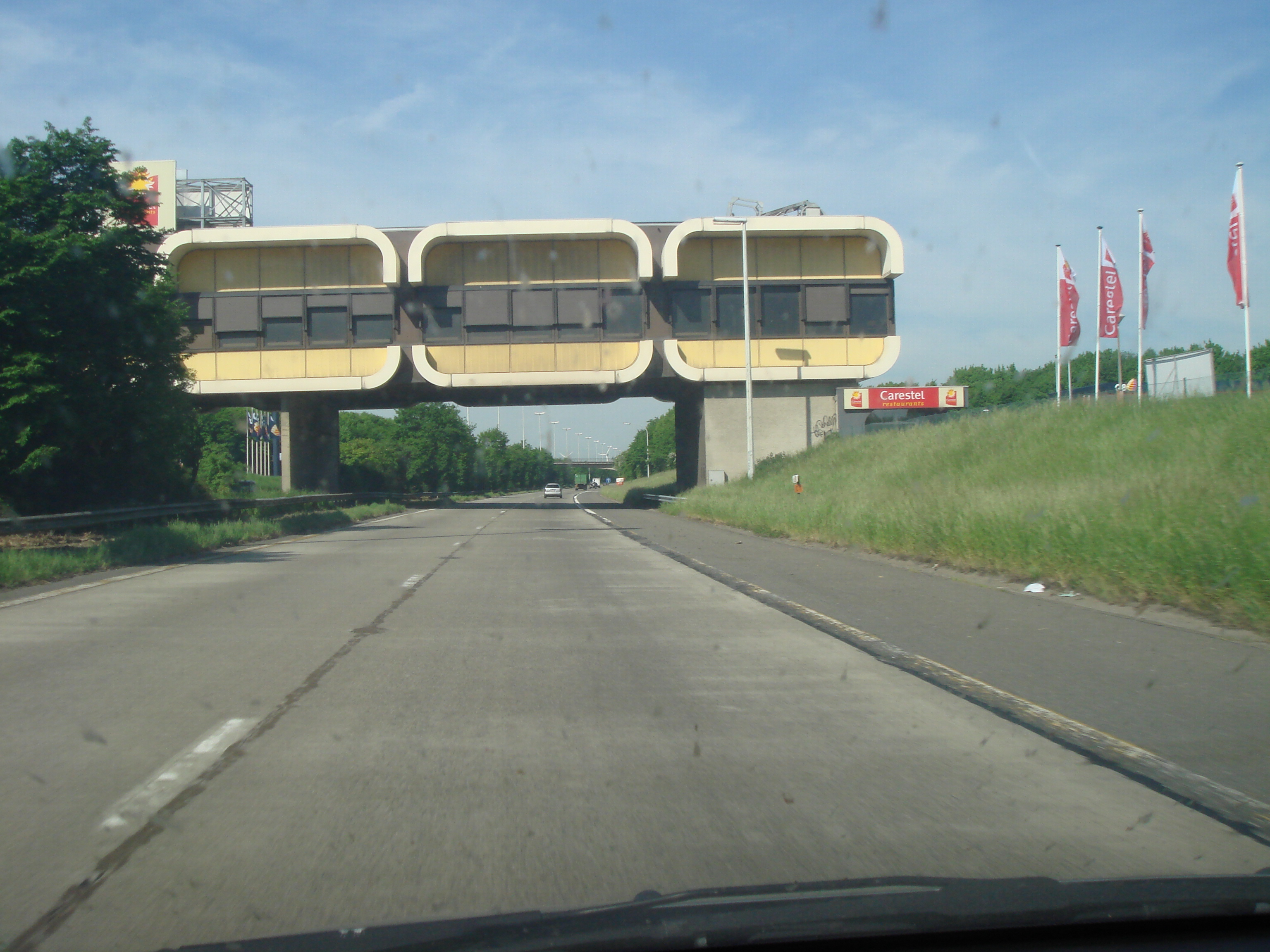
Carestelrestaurant bij Verlaine

Carestel was de grootste Belgische groep wegrestaurants tot 2007 (Carestel Motorway Services). Daarnaast verzorgde het bedrijf ook luchthavencatering. De keten had een hoofdzetel in Merelbeke. In Antwerpen bevond zich de opslagplaats voor het eten. Het bedrijf werd eind jaren 70 opgericht  door de familie Van Milders (met Jean Van Milders), een bottelaar van frisdranken, die een concessienetwerk van wegrestaurants uitbouwde onder de naam Carestel. De groep breidde haar activiteiten uit. Zo nam men in 2002 de restaurantketen Lunch Garden over van de GIB Group, maar deze werd in 2004 weer doorverkocht. Bij herstructureringen verkocht men in 2004 ook de hotelketen Global Hotel aan de Amerikaanse Westmont-groep en de Hot Cuisine-fabrieken aan De Weide Blik. In 2007 werd de groep samen met de AC Restaurants en Hotels (Nederland) verkocht aan 's werelds marktleider Autogrill, met hoofdzetel in Milaan. Vanaf 2010 werd de naam Carestel afgebouwd en werden de filialen hernoemd naar Autogrill.
Carestel komt van Car, Restaurant, Hotel.